# Віктор Ейнарссон
Заголовок цієї статті — це ісландське ім'я, де Віктор — особове ім'я, а Ейнарссон — ім'я по батькові. 
Віктор Карл Ейнарссон (ісл. Viktor Karl Einarsson, нар. 30 січня 1997, Коупавогюр, Ісландія) — ісландський футболіст, півзахисник клубу «Брєйдаблік».

## Клубна кар'єра
Футбольну кар'єру Віктор Ейнарссон починав у рідному місті у клубі «Брєйдаблік». У 2013 році він відправився на стажування у Нідерланди у клуб АЗ. Після цього Віктор грав за молодіжну команду АЗ «Йонг АЗ» у турнірі Еерстедивізі.
У липні 2018 року Віктор перейшов до шведського «ІФК Вернаму», що грав у Супереттан. В Швеції футболіст дограв сезон і з 2019 року повернувся до рідного для себе «Брєйдабліка».

## Збірна
З 2013 року Віктор Ейнарссон регулярно викликався на матчі юнацьких та молодіжної збірних Ісландії.

## Титули і досягнення
- Чемпіон Ісландії: 2022, 2024
- Володар Суперкубка Ісландії: 2023, 2025
- Володар Кубка ісландської ліги: 2024